# Benjamín Paz
Benjamín Paz (San Miguel de Tucumán, 31 de marzo de 1836 - Buenos Aires, 8 de noviembre de 1902) fue un jurista y político argentino, que ejerció como gobernador de la Provincia de Tucumán, Ministro del Interior durante la presidencia del general Julio Argentino Roca y presidente de la Suprema Corte de Justicia de la Nación Argentina.

## Biografía
Se doctoró en derecho en 1858 y fue juez federal en su provincia natal. Posteriormente fue nombrado interventor federal de la Provincia de Jujuy, no llegó a reemplazar en el cargo al gobernador titular. Fue presidente del Superior Tribunal de Justicia de la Provincia de Tucumán.
En 1876 presentó una Fe de erratas al Código Civil de la Nación, que fue sancionado como correctivo del texto de Dalmacio Vélez Sarsfield por ley de la Nación.
En 1882 fue elegido gobernador de la Provincia de Tucumán, cargo que asumió el día 14 de agosto de ese año. Durante su mandato fue reformada la constitución provincial, se limitó la duración de los gobernadores a tres años y se modificó para que el colegio electoral provincial tuviera carácter permanente, de modo de simplificar la elección de nuevo gobernador en caso de fallecimiento o renuncia del titular. Dividió la administración pública provincial en dos ministerios, y separó los ramos de Hacienda y Educación del de Gobierno.
Terminado su mandato, en 1882 fue nombrado Ministro del Interior de la Nación por el presidente Julio Argentino Roca.
Posteriormente fue elegido senador nacional y ocupó su escaño hasta 1892.
Fue docente de Derecho Civil en la Universidad de Buenos Aires, y ejerció también como Decano de la Facultad de Derecho de la misma.
En 1892 fue ministro de la Suprema Corte de Justicia de la Nación Argentina, y alcanzó la presidencia de ese cuerpo al año siguiente.
Falleció en Buenos Aires en 1902.